# Old Trafford Cricket Ground

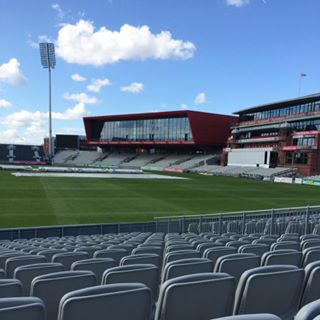
Old Trafford Cricket Ground

Old Trafford, även Emirates Old Trafford och Old Trafford Cricket Ground är en arena för sporten cricket i Manchester. Den öppnade 1857 och är hemmaarena för Manchester Cricket Club.